# Michel-Louis Lamy
Michel-Louis Lamy conocido como el mayor, nacido el  en Caen y muerto el 12 de noviembre de 1800 en la misma ciudad, es un comerciante francés, diputado a los Estados Generales de 1789.

## Elementos biográficos

### Carrera profesional
Michel-Louis Lamy era comerciante en Caen en 1755, cuando compró el cargo de teniente en la Compañía de la milicia burguesa, antes que el cargo de capitán en 1780. A partir de los años 1770, dio su consejo a la jurisdicción consular de Caen. En noviembre de 1782, fue incluido en la lista de 62 mercaderes y comerciantes para elegir nuevos cónsules. En diciembre de 1785, fue elegido tercer cónsul (elección denunciada por el Guardián de los Sellos Miromesnil porque era protestante).
En febrero de 1786, se convirtió en asistente del consistorio protestante donde, al día siguiente del Edicto de 1787, ocupó un lugar importante.

### Masonería
En 1784, fue iniciado en la logia masónica Union et Fraternité en Caen, donde se desempeñó como Secretario en 1785 y Portavoz en 1788. Frecuentaba Gabriel de Cussy, futuro diputado del Tercer Estado, también masón francés y miembro de la logia Coeurs sans Fard en Caen. Dejó la logia cuando se disolvió en 1793.

### Estados Generales y Asamblea Constituyente
El 26 de noviembre de 1789 fue el encargado de reunir a los comerciantes y armadores de Caen para nombrar dos diputados a la Asamblea del Tercer Estado de la ciudad y el mismo día designados por los oficiales de la burguesía milicia (incluyendo muchos son protestantes) como uno de sus dos diputados.
El 28 de febrero de 1789, fue elegido miembro de la asamblea general de la ciudad. elegido (junto con De Cussy) como uno de los seis editores del cuaderno del Tercer Estado de la ciudad
El 17 de marzo de 1789, fue uno de los tres comisionados de redacción del bailliage de Caen, responsable de reelaborar los cuadernos para los Estados Generales de 1789.
Elegido tercero de 6 diputados el 24 de marzo de 1789, fue miembro de la Asamblea Constituyente. Es miembro del Comité de Subsistencia (nombrado el 19/6/1789).
Se tomó una licencia laboral de seis semanas a partir del 4 de noviembre de 1790.
En su discurso impreso pero tácito, sobre los premios en general, considera que estos sólo deben ser otorgados por el monarca y que un mismo individuo no puede disfrutar de más de un premio (4 de noviembre de 1790).
El 21 de enero de 1790, declara que habiendo decretado la Asamblea la responsabilidad de los ministros, debe decretar también la de los jefes de los despachos administrativos y su inamovilidad bajo ciertas condiciones.
Después del 9 de Termidor, regresó al municipio de Caen donde ejerció responsabilidades hasta su muerte.